# Vlad Nosankov
Vlad Nosankov (* 6. Dezember 1993) ist ein ehemaliger belarussisch-israelischer Eishockeyspieler, der seit zuletzt bis 2018 bei den Dragons Nes Ziona in der israelischen Eishockeyliga spielte.

## Karriere
Vlad Nosankov begann seine Karriere bei Maccabi Metulla, für die er als 17-Jähriger in der Spielzeit 2010/11 in der israelischen Eishockeyliga debütierte. 2012 wurde er mit seiner Mannschaft israelischer Meister. Ab 2013 spielte er für den Ligakonkurrenten Dragons Nes Ziona, bei dem er 2018 seine Laufbahn beendete.

### International
Nosankov debütierte bei der Weltmeisterschaft der Division II 2012 in der Herren-Nationalmannschaft der Israelis. Auch 2016 spielte er in der Division II. Zudem vertrat er seine Farben bei den Olympiaqualifikationen für die Winterspiele in Sotschi 2014 und in Pyeongchang 2018.

## Erfolge und Auszeichnungen
- 2012 Israelischer Meister mit Maccabi Metulla